# 谢尔盖·帕霍莫夫
谢尔盖·亚历山德罗维奇·帕霍莫夫（羅馬化：Sergey Aleksandrovich Pakhomov；1975年8月8日—）是俄罗斯政治人物，第七届和第八届国家杜马的代表。2005年，帕霍莫夫获得历史学理学副博士学位。
2004年，帕霍莫夫加入统一俄罗斯党。同年，他开始在莫斯科州政府工作。2005年，帕霍莫夫在莫斯科政府任职，后来又在伊万诺沃州政府任职。2005年至2008年，他担任伊万诺沃州政府副主席、公共关系和地区政策综合体负责人。2008年至2013年，他担任第五届和第六届伊万诺沃州杜马代表、主席。2013年12月，帕霍莫夫被任命为谢尔吉耶夫镇区第一副行政长官。他于2014年2月16日至2016年9月23日期间领导该区。2016年9月，他当选为第七届国家杜马代表。2021年，他再次当选为第八届国家杜马议员。

## 制裁
帕霍莫夫于2022年因俄乌战争而受到英国政府制裁。